# Sharky und seine Profis
Sharky und seine Profis ist ein US-amerikanischer Actionfilm aus dem Jahr 1981. Der Film ist eine Adaption von William Diehls erstem Roman Sharky Machine (1978). Burt Reynolds spielt in seiner dritten Regiearbeit für einen Kinofilm zugleich auch noch die Titelrolle.

## Handlung
Tom Sharky ist ein Drogenfahnder in Atlanta. Als ein Undercovereinsatz schiefgeht, wird Sharky dafür verantwortlich gemacht und in das Sittendezernat strafversetzt.
Friscoe wird durch die Verhaftung der Prostituierten Mabel auf einen exklusiven Escort Service aufmerksam gemacht. Eine dieser Edelhuren, Dominoe, die $ 1000 pro Nacht erhält, hat einen ganz besonderen Kunden, Hotchkins, Kandidat als zukünftiger Gouverneur. Das entdecken Sharky und seine neuen Partner, der Veteran „Papa“, Arch und der Überwachungs-Spezialist Nosh, als sie die Wohnung von Dominoe überwachen.
Während einer der Überwachungen kommt Victor in Dominoes Wohnung. Dominoe arbeitet, seit sie ein junges Mädchen war, für ihn, will aber nun endlich aussteigen. Victor stimmt zwar zu, aber er zwingt sie noch einmal, ein letztes Mal Sex mit ihm zu haben.
Am nächsten Tag wird Sharky an den Überwachungsgeräten Zeuge, wie Dominoe (scheinbar) durch einen Schuss aus einer abgesägten Schrotflinte durch ihre Haustür erschossen wird. Der Treffer zerstört ihr Gesicht bis zur Unkenntlichkeit. Durch die Überwachung mit dem Fernglas und durch das Abhören ihrer Telefonate hat Sharky Gefühle für sie entwickelt. Der Killer ist der drogenabhängige Bruder von Victor Billy (Henry Silva). Es stellt sich heraus, dass auch Hotchkins von Victor bezahlt wird und die Affäre mit Dominoe ein unkalkulierbares Risiko darstellte.
Doch Dominoe wurde zu Sharkys Überraschung nicht erschossen. Sie berichtet, dass ihre Freundin Tiffany ihre Wohnung verwendete und versehentlich von Billy erschossen wurde. Sharky versteckt Dominoe in seinem Elternhaus im West-End-Viertel. Unterdessen informiert Nosh Sharky, dass die meisten der Überwachungsbänder von der Polizei verschwunden sind.
Sharky konfrontiert Victor in seiner Penthouse-Wohnung in der Westin Peachtree Plaza und schwört, ihn vor Gericht zu bringen. Victor fühlt sich sicher, weil er glaubt, dass Dominoe tot ist und nicht gegen ihn aussagen kann. Als ihm Sharky eröffnet, dass sie noch am Leben ist, reagiert er fassungslos.
Sharky wird auf ein Boot gebracht, wo Smiley, der auch die Überwachungsbänder gestohlen hat, Sharky foltert, indem er ihm zwei Finger abschneidet. Er will wissen, wo sich Dominoe versteckt hat. Sharky kann sich befreien, erschießt Smiley und entkommt. Später kommen Sharky und Dominoe bei einer politischen Kundgebung mit Hotchkins zusammen und stellen ihn zur Rede. Hotchkins wird unter Hausarrest gestellt, und Victor erfährt es durch die Abendnachrichten.
Billy tötet seinen Bruder Victor. Sharky und die anderen Polizisten dringen in Victors Penthouse ein, sie wollen Billy verhaften. Billy wird schließlich durch Sharky angeschossen, dadurch stürzt er durch ein Fenster 200 Meter in seinen Tod.

## Auszeichnungen
Darstellerin Rachel Ward wurde 1982 für den Golden Globe Award in der Kategorie Beste Nachwuchsdarstellerin nominiert.

## Kritik
Das Lexikon des internationalen Films urteilte, der Film sei zwar „routiniert inszeniert“,  weise aber keine „innere Spannung und gehaltliche Tiefe“ auf.

## Hintergrund
Der Stuntman Dar Robinson fiel für den Film 67 Meter (220 feet) vom Atlanta Hyatt Regency Hotel. Der Sprung hält immer noch den Rekord für die höchste Strecke im freien Fall für einen kommerziell veröffentlichten Film. Obwohl es ein Rekordsprung war, ist davon nur ein kleiner Teil im Film zu sehen. Beim Großteil des Sturzes aus dem Wolkenkratzer ist im Film eindeutig eine Puppe zu erkennen. Der im Vorspann verwendete Hit von 1979, Street Life von The Crusaders, wurde von Quentin Tarantino auch in  Jackie Brown (1997) verwendet.